# Лихтенберг (Ерцгебирге)
Лихтенберг (њем. Lichtenberg/Erzgeb.) општина је у њемачкој савезној држави Саксонија. Једно је од 61 општинског средишта округа Средња Саксонија. Према процјени из 2010. у општини је живјело 2.857 становника. Посједује регионалну шифру (AGS) 14522340.

## Географски и демографски подаци
Лихтенберг се налази у савезној држави Саксонија у округу Средња Саксонија. Општина се налази на надморској висини од 311 метара. Површина општине износи 33,2 km². У самом мјесту је, према процјени из 2010. године, живјело 2.857 становника. Просјечна густина становништва износи 86 становника/km².